# Al-Hasa
al-Hasa (arabsky الأحساء al-Aḥsāʾ, místně al-Ḥasā; turecky Lahsa) je tradiční region na východě dnešní Saúdské Arábie, ležící při pobřeží Perského zálivu. Nachází se zde největší ropné pole na světě Ghawar. Centrem oblasti je město Dammám, mezi další města patří např. Ras Tanura a al-Hasa. Oblast al-Hasa je stejně jako Hidžáz spíše pobřežní oblastí na rozdíl od Nadždu, který se rozkládá ve vnitrozemí, kde je poušť a vysočina. Ze správního hlediska je al-Hasa součástí emirátu Východní provincie.

## Historie
V minulosti byla oblast al-Hasa součástí historického území Bahrajn, který zahrnoval dále dnešní Bahrajn, Katar, Spojené arabské emiráty a části Ománu. V roce 1550 obsadila al-Hasu a sousední Qatif vojska osmanského sultána Sulejmana I. Byl zde ustanovan vilájet Lahsa. Od té doby až téměř do první světové války byla oblast součástí Osmanské říše. V druhé polovině 19. století střídavě o al-Hasu bojovali protiosmanští Saúdové a proosmanští Rašídové, nakonec se na začátku 20. století al-Hasa vrátila opět pod alespoň symbolickou osmanskou vládu.
Do první světové války byl sousední sultanát Nadžd (pod vládou Saúdovců) vazalem Osmanské říše, ale v roce 1914 získal na Osmanské říši nezávislost a v roce 1917 se přiklonil na stranu Britů. Ti sice podporovali hidžázkého krále Husajna al-Hášimího z rodu Hášimovců, ale i tak Ibn Saúdův stát v roce 1921 uznali. Ten již v roce 1913 dobyl al-Hasu a sousední Qatif a připojil je jako další državu k Nadždu. Když Ibn Saúd dále v roce 1925 dobyl území Hidžázu, prohlásil se a nechal korunovat králem Hidžázu a nazýval se králem Hidžázu a Nadždu (porovnejte se Švédsko-norskou unií), čímž vznikla personální unie Hidžázu a Nadždu. Roku 1932 připojil Ibn Saud z rodu Saudovců ke svému království Hidžázu a Nadždu právě území Al-Hasa s Qatifem a vazalské knížectví Asír (kde ponechal u vlády místního knížete jako vazalského panovníka), čímž vzniklo dnešní království Saúdská Arábie.

## Světové dědictví UNESCO

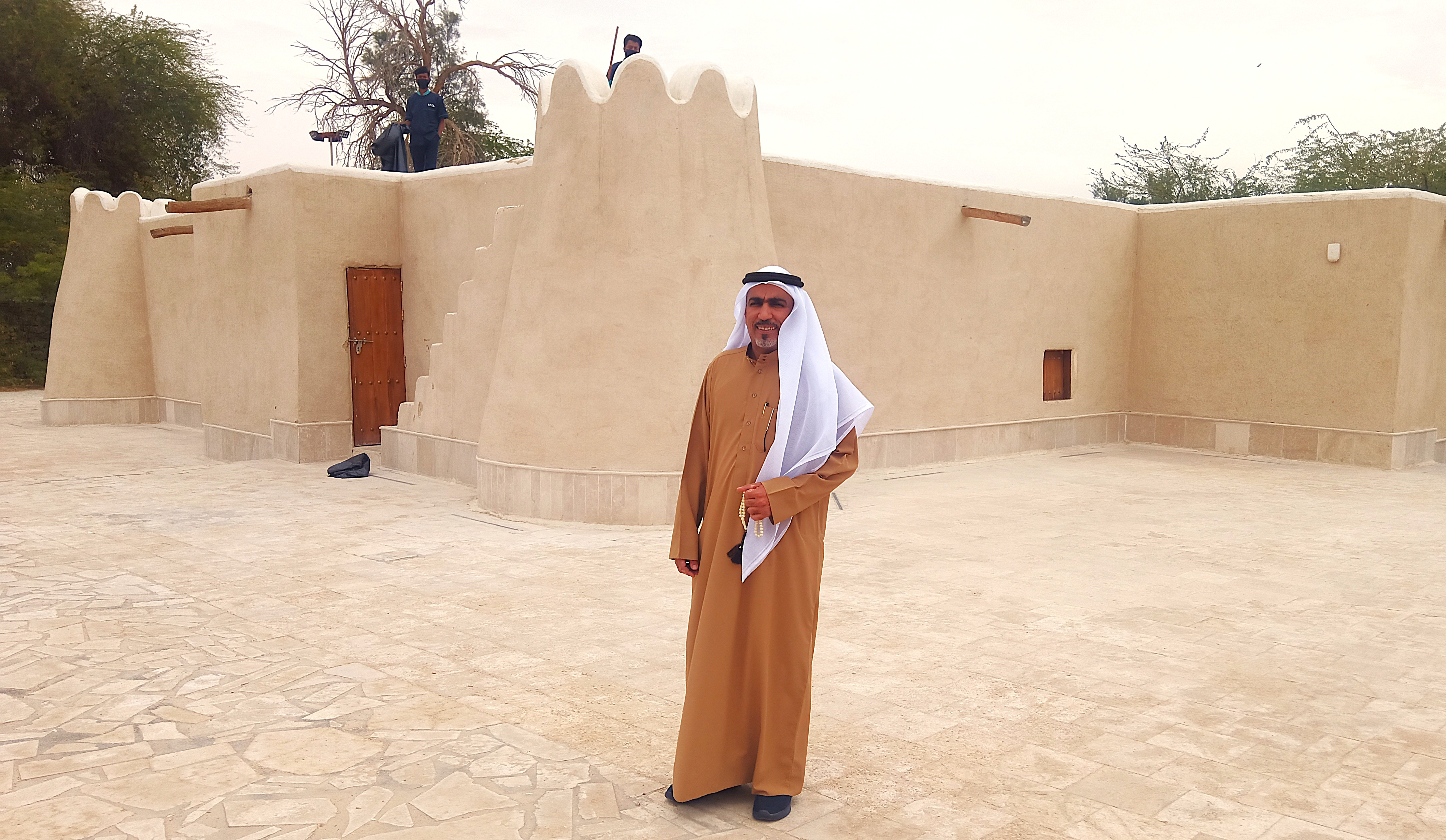
Na okraji oázy Al-Ahsa se nachází nejstarší mešita ve východní Arábii zvaná Jawatha, vystavěná ještě v době života proroka Muhammada

Ve vnitrozemí regionu, přibližně 70 km od pobřeží Perského zálivu se nachází stejnojmenná oáza a město Al-Hasa. Oáza byla osídlena již v období neolitu a od té doby je nepřetržitě obydlena. V této kulturní krajině se dochovaly zde různé zahrady, zavlažovací kanály, studny, vodní rezervoáry a další vodohospodářské stavby stejně jako pevnosti, opevnění a mešity. Rozlehlé palmové háje čítají přibližně 2,5 milionu stromů palmy datlové. Od června 2018 jsou nejvýznamnější lokality zapsány na seznamu světového dědictví UNESCO. 